# Viezen
Viezen ist ein Ortsteil der Gemeinde Bernitt im Landkreis Rostock in Mecklenburg-Vorpommern. 

## Geografie und Verkehrsanbindung
Der Ort liegt nördlich des Kernortes Bernitt. Nordwestlich liegt das 96 Hektar große Naturschutzgebiet Beketal.  
Westlich verläuft die A 20 und östlich die Landesstraße 11.

## Geschichte
Viezen wurde 1355 als Vitzen bezeichnet. Das Gutshaus von um 1900 wurde saniert. Gutsbesitze des 607 ha großen Gutes waren u. a. die Familien Sauerland (bis 1914) und  Dr. jur. Gustav Asschenfeldt aus Hamburg.

Am 1. Juli 1995 wurde die Gemeinde Viezen nach Bernitt eingemeindet.